# Витале, Милли
Милли Витале (наст. Камилла Витале) (6 мая 1932, Рим — 2 ноября 2006, там же) — итальянская актриса.

## Биография
Дочь дирижёра Риккардо Витале и хореографа Наташи Шидловски, русской по происхождению. Кинодебютом стала роль Лизы в итальянской экранизации Достоевского Братья Карамазовы (1947).
В том же году получила известность, исполнив роль Марии в фильме Луидже Дзампы Anni difficili, с такими актёрами как Массимо Джиротти, Аве Нинчи и Делия Скала. Благодаря работе в картине Мелвилла Шавельсона Eravamo sette fratelli (1954), Милли Витале получает определённую международную известность.
В 1960 году переехала в США, где вышла замуж за нефтяного магната Ли Винсента Нилльера, бывшего мужа иранской принцессы Фатимы Пехлеви. У них было два сына, Эдвардо Лерой (род. 1961) и Винсент Ли (род. 1964). Супруги развелись в 1970 году, и Витале вернулась в Италию.
За 40 лет работы в кино Милли Виталле снялась в пятидесяти фильмах.
Умерла в Риме в 2006 году, похоронена на кладбище Кампо Верано.

## Фильмография
- Братья Карамазовы, Джакомо Джентиломо (1947)
- Città dolente, Марио Боннар (1948)
- Anni difficili, Луиджи Дзампа (1948)
- La sepolta viva, Гвидо Бриньоне (1949)
- La figlia del peccato, Армандо Гроттини (1949)
- Gli spadaccini della serenissima (Black Magic), o Cagliostro, Григорий Ратофф (1949)
- Il leone di Amalfi, Пьтро Франчиски (1950)
- Gli inesorabili, Камилло Мастрочинкве и Роберто Саварезе (1950)
- Cuori sul mare, Джорджио Бьянчи (1950)
- La vendetta del corsaro, Примо Цеглио (1951)
- Trieste mia!, Марио Коста (1951)
- Il caimano del Piave, Джорджио Бьянчи (1951)
- Cameriera bella presenza offresi…, Джорджио Пастина (1951)
- Il tenente Giorgio, Рафаэлло Матараццо (1952)
- Prigionieri delle tenebre, Энрико Бомба (1952)
- Il figlio di Lagardère, Фернандо Керчио (1952)
- La prigioniera della torre di fuoco, Джорджио Вальтер Чили (1952)
- A fil di spada, СКарло Людовико Брагаглия (1952)
- Nerone e Messalina, Примо Цеглио (1953)
- Se vincessi cento milioni, Карло Каподжаллиани и Карло Московини (1953)
- Per salvarti ho peccato, Марио Коста (1953)
- La pattuglia dell’Amba Alagi, Флавио Кальзавара (1953)
- Noi cannibali, Антонио Леонвиола (1953)
- Condannatelo!, Луиджи Капуано (1953)
- I perseguitati (The Juggler), Эдвард Дмитрюк (1953)
- Ripudiata, Джорджио Вальтер Чили (1954)
- Disonorata (senza colpa), Джорджио Вальтер Чили (1954)
- Di qua, di là del Piave, Гвидо Леони (1954)
- L’eterna femmina, Мрак Аллегре (1954)
- Le due orfanelle, Джакомо Джентиломо Gentilomo (1954)
- L’amante di Paride, Эдгар Юлмер (1954)
- Acque amare, Сержио Корбуччи (1954)
- Rasputin (Raspoutine), Жорж Кобре (1954)
- La figlia di Mata Hari, Ренцо Меруси и Кармине Джаллоне (1954)
- Vendicata!, Джузеппе Вари (1955)
- Torna piccina mia, Карло Камподжаллиани (1955)
- Cantami: Buongiorno Tristezza!, Джорджио Пастина (1955)
- Eravamo sette fratelli (The Seven Little Foys), Мелвилл Шавельсон (1955)
- Un giglio infranto, Джорджио Вальтер Чили (1955)
- La canzone del cuore, Карло Камподжаллиани (1955)
- Война и мир (War and Peace), Кинг Видор (1956)
- Porta un bacione a Firenze, Камилло Мастрочинкве (1956)
- Gli occhi senza luce, Флавио Кальзавара (1956)
- Il diavolo nero, Сержио Греко (1957)
- La canzone del destino, Марино Джиролами (1957)
- Le schiave della metropoli (The Flesh Is Weak), Дон Чеффли (1957)
- La battaglia del V1 (The Battle of V-1), Вернон Севелль (1958)
- Zoras il ribelle (Diez fusiles esperan), Хосе Луис Саенс де Эредиа (1959)
- Questione di pelle (Les Tripes au soleil), Клод Бернар-Убер (1959)
- Ганнибал, Карло Людовико Брагалиа и Эдгар Юлмер (1959)
- Revak, lo schiavo di Cartagine (The Barbarians), Рудольф Мате (1960)
- Olympia (A Breath of Scandal), Майкл Кёртиз (1960)
- Caterina di Russia, Умберто Ленци (1963)
- Il medico della mutua, Луиджи Дзампа (1968)
- Gangster '70, Мино Джуррини (1968)
- Contestazione generale, Луиджи Дзампа (1970)
- La grande avventura di Scaramouche, Пьеро Пьеротти (1972)

## Озвучивание
- Лидия Симонечи в: La sepolta viva, Il caimano del Piave, Il tenente Giorgio, La battaglia dell’Amba Alagi, Il giglio infranto, Porta un bacione a Firenze, Croci sul mare
- Розетта Калаветта в: La vendetta del corsaro, Noi cannibali, Rasputin, Revak lo schiavo di Cartagine
- Рената Марини в: Disonorata senza colpa
- Елена Царечи в: Acque amare
- Фиорелла Бетти в: Guerra e pace
- Мариа Пиа ди Мео в: Annibale
- Тина Ченти в: Disonorata senza colpa (пение)

## Телекомпания RAI
- La foresta pietrificata, Роберта Эммета Шервуда, 15 февраля 1957.
- Souper, Вито Молинари, 23 августа 1960.